# ميتش براون (لاعب كرة قدم أسترالية)
ميتش براون (بالإنجليزية: Mitch Brown)‏ هو لاعب كرة قدم أسترالية أسترالي، ولد في 17 ديسمبر 1988 في بالارات في أستراليا.

## وصلات خارجية
- ميتش براون على موقع AustralianFootball.com (الإنجليزية)
- ميتش براون على موقع AFLtables.com (الإنجليزية)